# Этмекджиян, Ашот Арутюнович
Ашот Арутюнович Этмекджия́н (1911—1991) — советский инженер-строитель и государственный деятель.

## Биография
Родился 9 (22 марта) 1911 года в Таганроге (ныне Ростовская область) в семье портного. Армянин. Член ВКП(б) с 1939 года. Член Союза архитекторов СССР с 1960 года.
- 1927—1930 — рабочий, десятник треста «Севкавтяжстрой», Таганрог.
- 1930—1932 — учащийся Ростовского-на-Дону строительного техникума.
- 1932—1934 — производитель работ, начальник участка треста «Севкавтяжстроя».
- 1934—1936 — служба в РККА.
- 1936—1941 — производитель работ, начальник участка, главный инженер и начальник строительного управления треста «Севкавтяжстрой», Ростов-на-Дону.
- 1941—1942 — начальник управления оборонительного строительства № 49 5-й саперной армии.
- 1942—1946 — начальник управления, управляющий трестом «Севкавтяжстрой» и одновременно уполномоченный наркомата строительства СССР, Ростов-на-Дону.
- 1946—1951 — начальник Главвостокюгстроя, затем Главюгстроя министерства строительства СССР.
- 1951—1953 — заместитель министра строительства СССР.
- 1953—1954 — начальник Главного управления по строительству высотных зданий в Москве.
- 1954—1958 — первый заместитель начальника Главмосстроя.
- 1958—1962 — начальник Главного управления промышленности строительных материалов при Мосгорисполкоме.
- 1962 — первый заместитель председателя Госплана СССР — министр СССР.
- 1963—1969 — первый заместитель председателя Госстроя СССР (министр СССР в 1963—1965), одновременно председатель комиссии ЦК КПСС и Совета Министров СССР по строительству предприятий минеральных удобрений и сырья для них.
- 1969—1973 — заместитель начальника Главмосстроя.
- С июня 1973 года — персональный пенсионер союзного значения.

Умер 1 октября 1991 года. Похоронен в Москве на Введенском кладбище (14 уч.).

## Награды и премии
- орден Ленина
- три ордена Трудового Красного Знамени
- орден Отечественной войны I степени
- орден Красной Звезды
- Сталинская премия третьей степени (1951) — за разработку и внедрение в практику строительства новых методов восстановления железобетонных конструкций.
- Ленинская премия (1959) — за решение крупной градостроительной задачи скоростной реконструкции и благоустройства района Лужников города Москвы и создание комплекса спортивных сооружений Центрального стадиона имени В. И. Ленина
- Премия Совета Министров СССР (1978)[1]
- Заслуженный строитель РСФСР[1]